# Carlo Maria Maggi
Carlo Maria Maggi (Milano, 3 maggio 1630 – Milano, 22 aprile 1699) è stato uno scrittore e commediografo italiano,  considerato il padre della letteratura milanese moderna.

## Biografia

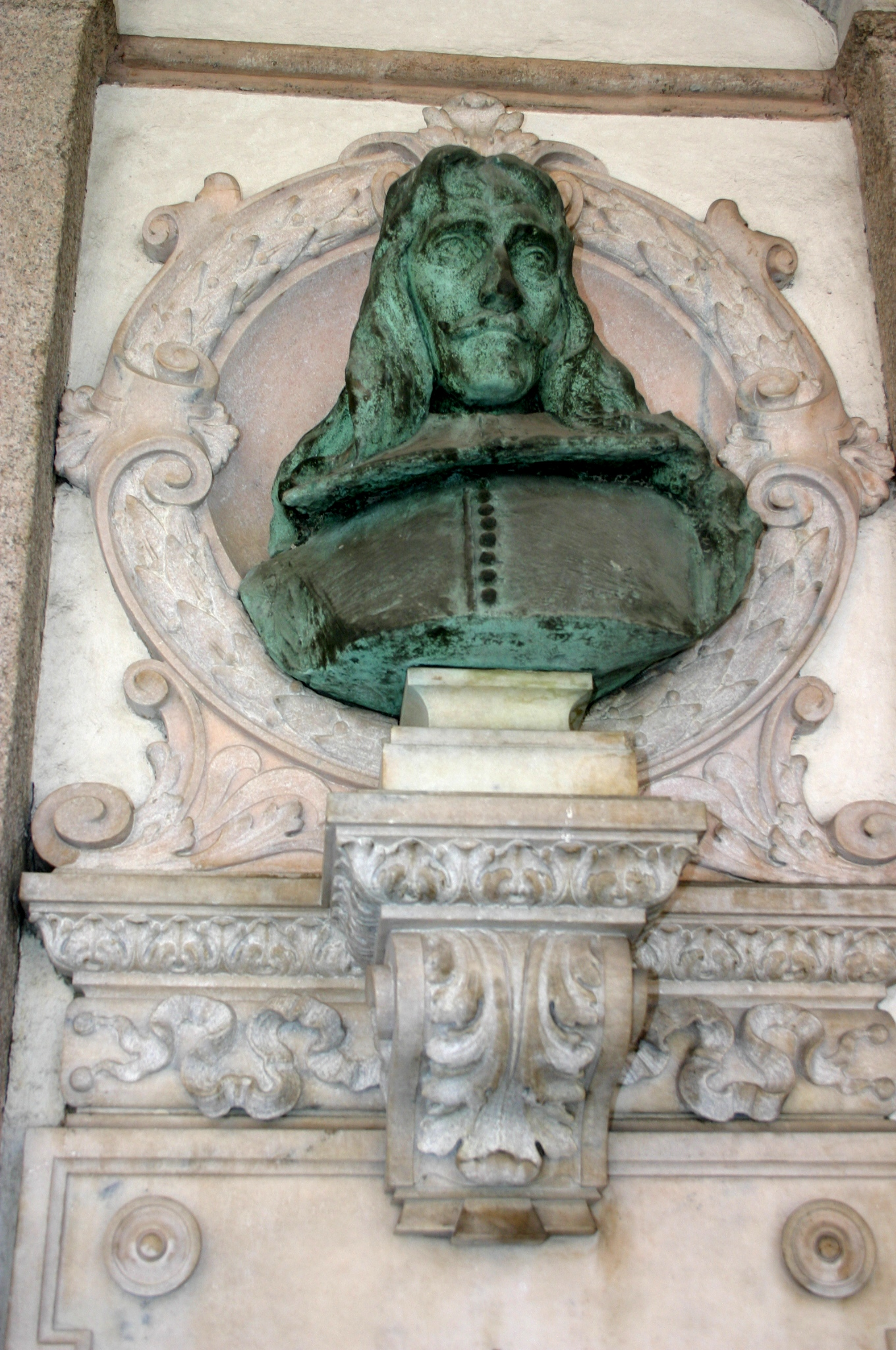
Monumento a Carlo Maria Maggi del 1890 in Piazza Mercanti a Milano.

Figlio unico di Giovan Battista Maggi, agiato mercante di ori e di sete, e di Angela Riva, Carlo Maria Maggi nacque a Milano il 3 maggio 1630 nella casa avita di Porta Romana, di fronte al monastero del Lentasio. Si laureò in utroque a Bologna nel 1649 e quindi, dopo qualche viaggio in varie parti d'Italia, si stabilì definitivamente in patria, dove il 14 settembre 1656 sposò Anna Maria Monticelli, che gli avrebbe dato undici figli. Visse a Milano fino al 22 aprile 1699, circondato dalla stima dei concittadini che ne apprezzavano la dottrina e la rettitudine con la quale tenne gli importanti uffici di segretario del Senato, di insegnante di lettere latine e greche nelle Scuole Palatine, di curatore dei confini e di soprintendente all'Università di Pavia.
Grande fama, in patria e fuori, gli procacciarono le opere letterarie per le quali ebbe alti onori e grandi lodi e fu fatto membro di molte accademie, tra cui la Crusca e l'Arcadia. Da giovane compose vari melodrammi, che poi rifiutò (Augusto in Egitto, Bianca di Castiglia, ecc.). Scrisse pure prologhi, intermezzi, scene varie, La Griselda, tragedia derivata dalla novella di Boccaccio, due drammi sacri, Teopisto, e Il ritorno d'Azoto (che rifà la parabola del figlio prodigo), la Ifigenia derivata da Euripide e la Troade derivata da Seneca. Ma di tutte le sue produzioni teatrali si ricordano specialmente le commedie in versi, nelle quali alcuni personaggi parlano in dialetto milanese: Il Mancomale, Il barone di Birbanza, I consigli di Meneghino, Il falso filosofo. Le compose negli ultimi anni di vita. Pregevoli per scene e personaggi presentati con grande vivezza, queste commedie ebbero il merito di rendere popolare la figura di Meneghino, divenuto poi la maschera milanese. Il Maggi compose anche liriche in latino, in greco e in spagnolo, e molte in italiano, tra le quali non poche di soggetto morale e religioso. Cominciò seguendo il gusto del suo tempo per le ampollosità e le sottigliezze; poi andò via via correggendosene, e la sua fama di poeta fu così grande ai suoi giorni, che il Muratori non dubitò di paragonarlo a Dante e al Petrarca. Oggi Maggi ci appare verseggiatore corretto, ma freddo, di scarsa originalità, e se ne ricordano quasi soltanto le liriche ispirategli dall'amor di patria, quantunque non escano generalmente dai soliti luoghi comuni. Più vive sono le poesie burlesche, parecchie delle quali in dialetto. In prosa scrisse orazioni latine e italiane, molte lettere e la traduzione dal francese di due libretti spirituali, i Sentimenti di pietà e Il ritiramento delle dame. A quest'ultimo egli aggiunse, come appendice, alcuni suoi Trattenimenti per le dame (Milano 1687).

## Opere

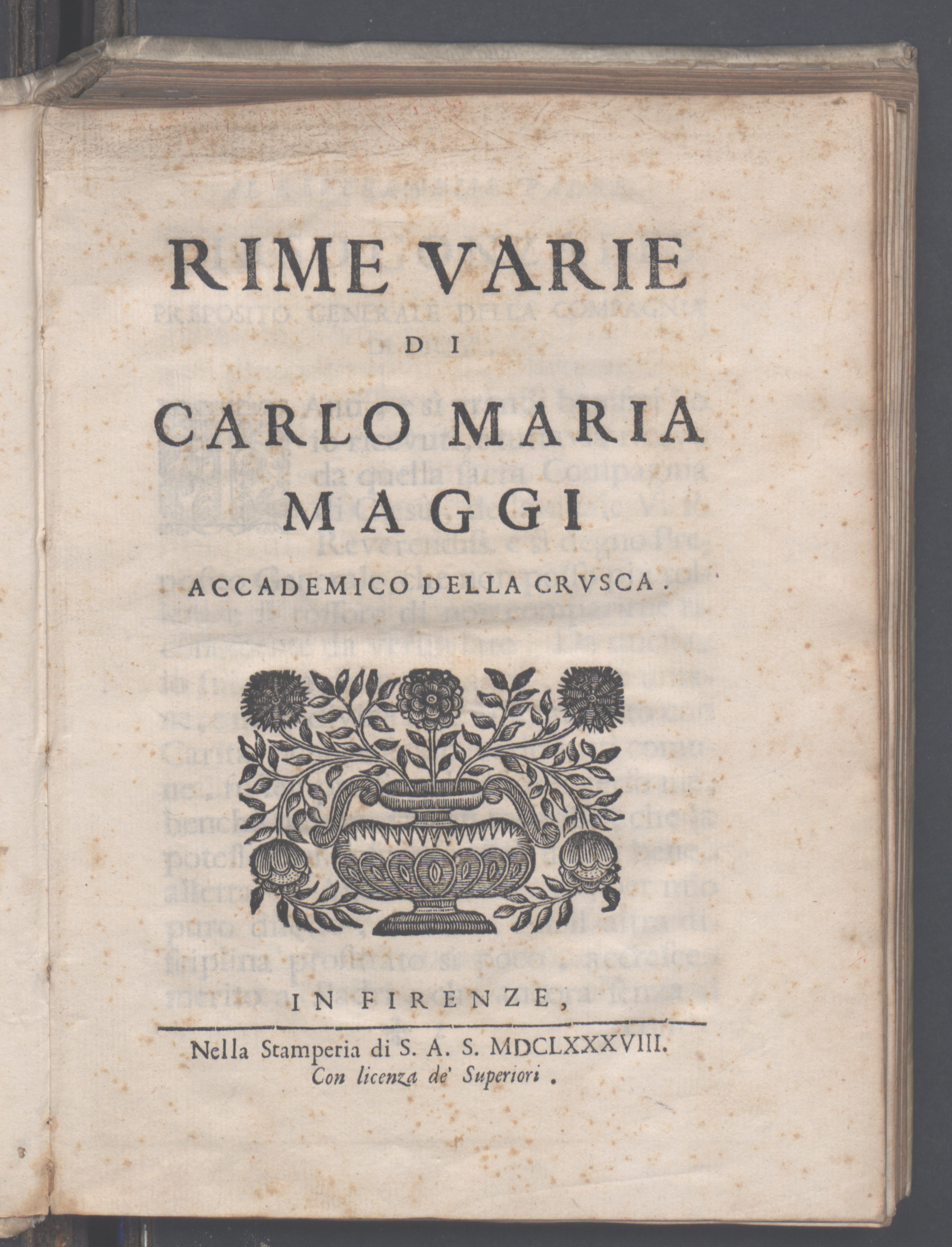
Rime varie, 1688

Tra le opere in italiano vi è un libro di poesie d'affetto, da alcuni apprezzato come ventata di novità, da altri disprezzato come trasgressivo (l'Accademia della Crusca bocciò i suoi termini di origine lombarda); probabilmente Maggi intraprese la corrente dialettale proprio in antagonismo all'arroganza dei puristi fiorentini.
La sua produzione in milanese consiste in rime e commedie. Le rime sono perlopiù poesie d'occasione che descrivono momenti di vita borghese.
- Rime varie (Firenze, 1688)

È però ricordato soprattutto per le sue commendie in cui creò il personaggio popolare Meneghino, divenuto in seguito l'incarnazione del popolo milanese.
- Il manco male (1695)
- Il Barone di Birbanza (1696)
- I consigli di Meneghino (1697)
- Il falso filosofo (1698)
- Il Concorso de' Meneghini (1698-1699)

con intermezzi autonomi (Dell'Ipocondria, Per una tragedia, Delle Dame sugli spassi del Carnevale, Beltraminna vestita alla moda, Dell'Ambizione).
I punti chiave del suo lavoro teatrale sono la riconciliazione del teatro con la Chiesa (non puntando il dito come Molière ma proponendo valori positivi), la critica dell'etica protestante (per cui il successo sarebbe segno dell'approvazione divina), l'anticonformismo e l'idealismo patriottico.

## Edizioni
La raccolta più ampia delle sue opere è quella curata da Ludovico Antonio Muratori (Milano 1700), che comprende rime varie, lettere familiari e altri scritti. Nello stesso anno si pubblicarono a Venezia anche le sue scritture dialettali ristampate poi col titolo di Commedie e rime in lingua milanese (Milano 1701). Nel 1728 si raccolsero i componimenti latini negli Anecdota posthuma miscellanea. Antonio Cipollini, con uno studio sull'autore (Milano 1900) diede una Scelta di poesie e prose edite e inedite.